# 田中愛 (美容家)
田中 愛（たなか あい、1979年〈昭和54年〉6月29日 - ）は、株式会社ビナーレ経営者。

## 来歴
埼玉県出身、東京都在住。かつては青森県八戸市に住んでいた。
既婚者で、2005年（平成17年）に長男を、2007年に長女を出産。
2008年、株式会社ビナーレを設立し、雑誌やテレビに出演。エステサロン経営のほか、美容をテーマにした講演会にも出演している。また、企業とタイアップした美容関連グッズなどのプロデュースなども行っている。
2012年3月に第3子が誕生し、3児の母となる。
2013年9月、「美のプロフェッショナル集団」をコンセプトにした女性美容家グループ「BICHELIN」（ビシュラン）のメンバーとなる。

## 出演

### テレビ番組
- 魔女たちの22時（日本テレビ、2010年[いつ?]）
- おしゃべりハウス（青森テレビ） - 「おしゃべりビューティー」にコーナー出演[いつ?]
- ニジドキ!（青森朝日放送、2011年7月8日 - 2013年3月）
- 食の王国☆あおもり・夢のフルコースにLOVE注入！スペシャル（青森朝日放送、2011年10月22日）
- ノンストップ!（フジテレビ、2012年6月26日）
- 夢はここから生放送 ハッピィ（青森朝日放送、2013年4月 - ）
- ショップチャンネル

## 著書
- 田中愛の顔筋体操（2011年5月26日、新星出版社、ISBN 978-4-405-09207-5）
- 力尽き美容（2020年6月24日、光文社）